# Hankovce, Humenné
Hankovce este o comună slovacă, aflată în districtul Humenné din regiunea Prešov. Localitatea se află la altitudinea de 182 m deasupra n.m., se întinde pe o suprafață de 8,55 km2 și în 2017 număra 513 locuitori.

## Istoric
Localitatea Hankovce este atestată documentar din 1567.

## Demografie
| An:                | 1994 | 2004   | 2014   | 2024   |
| ------------------ | ---- | ------ | ------ | ------ |
| Număr de persoane: | 557  | 567    | 536    | 487    |
| Diferență:         |      | +1,79% | −5,46% | −9,14% |

| An:                | 2023 | 2024   |
| ------------------ | ---- | ------ |
| Număr de persoane: | 486  | 487    |
| Diferență:         |      | +0,20% |